# Kadena Air Base
Kadena Air Base est une base militaire de l'United States Air Force située à Kadena, sur l'île d'Okinawa, au Japon.

## Caractéristiques
La Kadena Air Base est située sur la partie littorale du bourg de Kadena sur l'île d'Okinawa et fait face à la mer de Chine orientale. Elle occupe une superficie d'un peu plus de 45 km2,. Elle est bordée à l'Ouest par la route nationale 58, par la route préfectorale 74 au Nord et par l'autoroute E58 à l'Est.

## Unités
Début 2007, les principales unités présentes à Kadena AB sont : 
- 18th Wing des Pacific Air Forces (marquage sur la dérive : ZZ) :
  - 18th Aeromedical Evacuation Squadron (Medical Aircrews),
  - 31st Rescue Squadron (Pararescue),
  - 33d Rescue Squadron (HH-60G),
  - 44th Fighter Squadron « Vampire Bats » (F-15C/D),
  - 67th Fighter Squadron « Fighting Cocks » (F-15C/D),
  - 623d Air Control Squadron « Lightsword » (JADGE),
  - 909th Air Refueling Squadron « Young Tigers » (KC-135R),
  - 961st Airborne Air Control Squadron « Ronin/Cowboy » (E-3B/C) ;
- 18th Mission Support Group ;
- 18th Maintenance Group ;
- 18th Medical Group ;
- 18th Civil Engineer Group ;
- 353rd Special Operations Group de l'Air Force Special Operations Command ;
- 723rd Air Mobility Squadron de l'Air Mobility Command ;
- 82nd Reconnaissance Squadron de l'Air Combat Command.

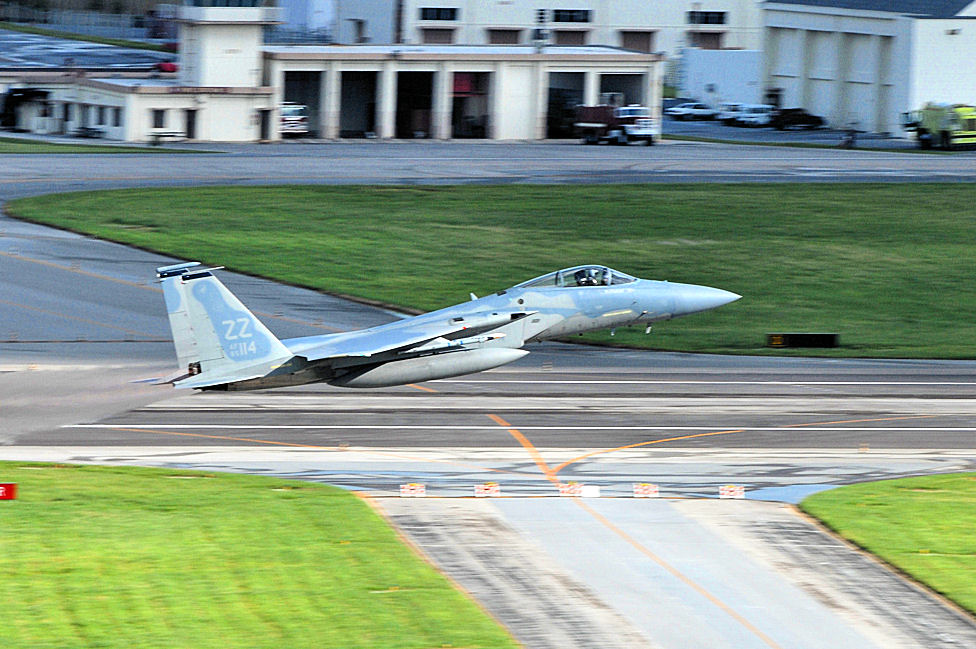
Un F-15C Eagle du 44th Fighter Squadron au décollage à Kadena Air Base.

En janvier 1966, la 4252e escadre stratégique du Strategic Air Command dispose de 55 KC-135 sur cette base, 25 pour le ravitaillement des avions de chasse, 30 pour celui des bombardiers B-52, une dizaine opérant depuis la Thaïlande
La 18e escadre disposait en mars 2018 de 54 chasseurs F-15C/D, quinze ravitailleurs KC-135, deux avions radars Boeing E-3 Sentry et neuf hélicoptères Sikorsky HH-60 Pave Hawk.
Début juillet 2024, 48 F-15C/D sont mis en œuvre par les 44e et 67e escadrons de chasse. Il est annoncé à cette qu'ils soient remplacés par 36 F-15EX Eagle II.
La base de Kadena abrite, en 2008, 6 600 membres de l'US Air Force, 2 800 membres des autres armes, plus d'un millier de travailleurs civils américains, 3 200 travailleurs civils japonais, plus d'un millier de membres de SMP et 8 800 membres des familles des militaires soit plus de 23 000 personnes.